# 増尾遵
増尾 遵（ますお じゅん、1986年10月5日 - ）は、日本の元俳優。
東京都出身。身長169cm、体重53kg、靴のサイズ27cm。特技は励ます、勇気づける、冷凍食品調理。趣味は写真撮影。
俳優として活動していた当時はオフィスワタナベに所属していた。その後は音楽活動に専念し、音楽グループ「As a sign of Human」のギターボーカリストを務めていた。

## 出演

### テレビドラマ
- ウルトラマンガイア 第5話・第6話（1998年、毎日放送） - 高山我夢（少年） 役
- ブースカ! ブースカ!! 第3話（1999年、テレビ東京） - 赤いチョッキの少年 役
- ハート 第4話（2001年、NHK） - 藤崎達也 役
- 美少女戦士セーラームーン（2003年 - 2004年、中部日本放送） - 四天王ジェダイト 役
- 特捜戦隊デカレンジャー 第45話（2004年、テレビ朝日）

### オリジナルビデオ
- 美少女戦士セーラームーン Special Act.（2004年）
- 美少女戦士セーラームーン Act.ZERO（2005年）

### CM
- 任天堂 カスタムロボV2（2000年）

### スチールモデル
- au ポスター